# Les Enquêtes de Logicielle
Les Enquêtes de Logicielle est une série de romans policiers écrits par Christian Grenier et publiées depuis 1994.

## L'héroïne et ses faire-valoir
L'héroïne, Laure-Gisèle Beffroy, est lieutenant dans la police française ; elle est devenue une « experte » de l'informatique, d'où son surnom de « Logicielle », qui est la déformation de son prénom Laure-Gisèle.
Elle est souvent aidée dans ses enquêtes par Max, son adjoint et petit ami motard, et par Germain Germain-Germain, inspecteur à la retraite installé en Dordogne, dont elle était la stagiaire lors de sa première aventure Coups de théâtre. Elle est sous les ordres du commissaire Delumeau, personnage caricatural symbolisant la bêtise, la superficialité et la mauvaise foi, qui suscite souvent la moquerie de ses collègues.

## Prix et distinctions
- Prix Tam-Tam 1996 pour L'Ordinatueur[1]
- Prix Les Mordus du polar 2005 pour Simulator[2]

## Liste des ouvrages
Le premier tome, Coups de théâtre, est une pièce de théâtre. Des nouvelles de Logicielle est une suite de nouvelles mettant en scène les principaux personnages. Les autres tomes sont des romans qu'il n'est pas obligatoire de lire dans l'ordre de parution, chacun ayant un début et une fin. Cependant, respecter l'ordre chronologique permet de mieux comprendre les relations entre les différents personnages et notamment l'évolution des relations entre Logicielle et Max. Ces ouvrages sont publiés en France par les éditions Rageot dans la collection Heure noire.

### Coups de théâtre
- Publication : 1994

### L'Ordinatueur
- Publication : 1997

### Arrêtez la musique!
- Date de publication : 1999
- Lien externe : « Fiche du roman » (Rageot) sur le site NooSFere
- Résumé : L'assassin frappe toujours au même moment, à la 114e mesure d'une œuvre musicale. Un chef d'orchestre et un percussionniste en sont déjà morts.

### @ssassins.net
- Date de publication : 2001
- Liens externes :
  - « Fiche du roman » (Rageot) sur le site NooSFere
  - « Publications » sur le site NooSFere
- Résumé :
  - Mise en place de l’intrigue : Le roman commence par l'information selon laquelle, en ce mois d'août, un attentat terroriste dans la centrale nucléaire du Blayais a entraîné des fuites importantes de gaz radioactifs, si bien que les habitants sont contraints de consommer des pilules d'iode. Mais Logicielle accepte une enquête étonnante de la part de Jean Perrault, qui se dit être descendant de Savinien de Cyrano de Bergerac : évoluer dans l'univers virtuel d'un programme informatique révolutionnaire (« Troisième monde ») recréant le Paris de 1654 afin de tenter d'y découvrir le meurtrier de Cyrano de Bergerac. Cela est rendu possible grâce à l'ordinateur OMNIA, créé par l'entreprise dont François-Paul Kostovitch, déjà rencontré dans L'Ordinatueur, est le dirigeant.
  - Enquête : Logicielle bénéficie de l'absence du commissaire Delumeau, parti en vacances. Après s'être familiarisée avec le programme, elle parvient à rencontrer le Cyrano de Bergerac du programme, via son avatar numérique et grâce à Ninon de Lenclos. Elle découvre un homme en proie à des ennuis politiques et religieux et elle commence son enquête. Par la suite, Logicielle découvre que des personnes du « vrai monde », comme elle, sont parvenues à entrer dans le programme ! Il semble qu'un « traître » agissant dans l'entreprise ayant conçu le logiciel l'ait diffusé sur internet. Soudain, tout dérape : Cyrano de Bergerac est tué plusieurs mois avant sa mort « historique », le jeune Louis XIV est assassiné avec sa mère, et la réalité virtuelle du programme présente une ville de Paris sous l'emprise de religieux catholiques fanatiques. Pendant ce temps, dans le vrai monde, l'Eglise des Simples officiants, une secte chrétienne extrémiste, appelle à revenir à la nature et à refuser la science.
  - Révélations finales et dénouement : Logicielle découvre que le traître n'est autre que l'épouse de François-Paul Kostovitch et que Cyrano a été assassiné par un proche ami. Par ailleurs, l'action terroriste liée à la centrale du Blayais semble être en lien avec les intrus dans le programme…
- Remarque : le programme qu'utilise Logicielle fait penser au jeu Second Life, sorti en 1999.

### Simulator
- Date de publication : 2004
- Lien externe :
- Résumé : Quelques jours après avoir confié à Logicielle le prototype de Simulator, un ordinateur révolutionnaire, son créateur disparaît dans un accident d'avion au large de l'île de la Réunion. Logicielle ne se résigne pas à cette nouvelle, d'autant que certains indices se révèlent troublants, et que Germain, son vieil ami commissaire, se trouvait dans l'avion ! Elle se rend sur place pour enquêter…

### Big Bug
- Date de publication : 2005
- Lien externe : « Fiche du roman » (Rageot) sur le site NooSFere
- Résumé :
  - Mise en place de l’intrigue : Dans la nuit du 11 au 12 mai, l'informaticien Guy Gata (surnommé Big Bug) a été assassiné par arme à feu à son domicile. Son cadavre est découvert dans la matinée du 12 mai. L'homme était célibataire, était un cadre motivé de la banque BEE, avait un passé sans histoire et n’avait aucun ennemi connu. Pourquoi a-t-il été assassiné ? Logicielle se perd en déductions car elle ne découvre aucun indice sur les lieux du meurtre, soigneusement « nettoyés » par l’assassin, lequel recherchait manifestement tous les papiers personnels et l'ordinateur, les clefs USB et DVD de sa victime.
  - Enquête : Par déduction, on détermine le moment où l'homme est mort, et la consultation de ses comptes bancaires montre un retrait en numéraire de 8 000 euros le 9 mai. Dans les papiers du défunt, Logicielle trouve des photos représentant une jeune asiatique d'environ 20 ans, nommée Tran. Elle découvre aussi que l'assassin s'était rendu au petit matin, quelques heures après le crime, dans les locaux de la banque BEE pour mettre la main sur les effets personnels et professionnels de Guy Gata (ordinateurs, clefs USB, disques durs, DVD), et a volé aussi une voiture aisément reconnaissable, une Coccinelle jaune ! Une jeune femme qui allait voir sa grand-mère a croisé l'assassin, mais ne peut en donner une description ; elle se souvient seulement que l'homme portait une tache-de-vin près du cou. Par l'examen des listings téléphoniques de la victime, Logicielle relie ce meurtre avec la mort étrange, quelques jours auparavant, d'un ami de Gata et peintre renommé, Krystian Rajeski, peut-être poussé sous les roues d'un RER.
  - Révélations finales et dénouement : De fil en aiguille, Logicielle et Max vont découvrir qui est vraiment Tran, pourquoi elle vivait avec Guy Gata puis avait été enlevée par l’assassin, enfin comment ce dernier voulait se faire attribuer une découverte inattendue et géniale faite par Guy Gata. Cette découverte concerne à la fois la stridulation des grillons et l'astronomie, en lien avec un congrès international d'entomologie qui doit justement se tenir du 13 au 15 mai à Orléans…
  - Relations entre Logicielle et Max : À la fin du roman, Max demande à Logicielle si elle accepterait de l’épouser ; la jeune femme accepte, sous réserve qu'il fasse repousser sa chevelure qu'il avait rasée peu de temps auparavant !

### Des nouvelles de Logicielle
- Date de publication : 2006
- Lien externe :
- Résumé : Quatre victimes pour quatre enquêtes criminelles : noyés après un accident suspect ; transpercés par une planche à clous ; enseveli sous une coulée de lave ou volatilisé au cours d'une partie de pêche… Logicielle et son fidèle adjoint Max se lancent sur la piste des coupables.

### Cinq degrés de trop
- Date de publication : 2008
- Lien externe :
- Résumé : Alors qu'elle passe des vacances de rêve avec Max, son fidèle adjoint, Logicielle est rappelée en urgence à Paris pour participer à un voyage virtuel en 2100. Elle y découvre une planète brûlante, hostile, où les assassins ne sont cependant pas en voie de disparition !

### Mort sur le net
- Date de publication : 2009
- Lien externe : « Fiche du roman » (Rageot) sur le site NooSFere
- Résumé :
  - Mise en place de l’intrigue : François Malan a été retrouvé assassiné dans sa chambre, tué par une épée de collection qui lui appartenait et qui a disparu, peut-être emportée par l'assassin. Sur l'ordinateur de François Malan, un message mystérieux : « Par le fer par le feu par le net »… La porte d'entrée est fermée à double tour et il semble s'agir d'un meurtre en chambre close. Un tapis a été aussi volé. Logicielle est ennuyée par Manu Longuet, un journaliste qui arrive très rapidement sur les lieux et qui, dès le lendemain, rédigera un article sur l'affaire criminelle.
  - Enquête : Les débuts de l'enquête laissent penser que l'épée de collection, que Malan avait achetée un mois auparavant, pourrait être celle qui avait appartenu à Jeanne d'Arc, et l’audition de proches de la victime montre que celle-ci vivait plutôt en solitaire et avait une personnalité peu sympathique. Logicielle a, pendant l’enquête, des « problèmes » dans sa relation avec Max, qui adopte un comportement d'évitement à son égard, sans qu'elle en comprenne les motifs. L'enquête se poursuit en direction de la vie professionnelle de François Malan : le meurtre est-il le fait d'un client ? Est-ce en lien avec l’épée de Jeanne d'Arc ? L'enquête est soudainement relancée par un second assassinat : alors qu'il conduisait sa camionnette sur l'A86, Xavier Audret, un livreur de fruits et légumes, a été tué par un coup d'épée donné par derrière. Sa voiture a fait une embardée et a percuté un camion à l'arrêt. La jeune femme qui était sur le siège passager, Mlle French, qui avait été prise en autostop en raison d'une panne de son vélomoteur, dit qu'elle n'a rien remarqué de spécial avant qu’il ne s'effondre sur le volant. Édouard Schmidt, le conducteur d'une voiture qui le suivait, dit aussi l'avoir vu perdre le contrôle du véhicule. Il en est de même de Bernard Bonnal, chauffeur routier dont le camion a été percuté. En tout cas, les trois témoins déclarent qu'ils n'ont vu personne quitter la camionnette avec une épée. Sur l'ordinateur de Xavier Audret, on découvre le message « Par le fer par le feu par le net »… L'enquête concernant la vie privée et les activités professionnelles des trois témoins n'aboutit à aucun résultat, et le mystère reste entier. L'enquête sur l'épée de Jeanne d'Arc ne donne non plus aucun résultat. Néanmoins un élément très important a lieu quand Max découvre que les deux victimes avait fréquenté le même lycée technique une dizaine d'années auparavant. L'audition du proviseur et d'un professeur qui avait connu les deux hommes permet de dire qu'ils étaient égoïstes, paresseux et portés sur les mauvais coups ; ils étaient en lien avec un troisième jeune homme, Olivier Zucca. Lorsque Logicielle tente de retrouver cet homme, potentiel auteur des deux meurtres ou potentielle victime de l’assassin, on apprend que Zucca a pris la fuite précipitamment le matin même. Sa compagne ne peut donner aucune information sérieuse. Germain Germain-Germain vient en aide à Logicielle : il a découvert une histoire assez étrange survenue dix ans auparant, lorsque les trois jeunes gens étaient lycéens.
  - Révélations finales et dénouement : Logicielle découvre l'identité du meurtrier et, contrairement à ce que l'on avait cru durant la moitié du roman, les deux meurtres n'étaient pas liés à l'épée de Jeanne d'Arc. Il s'agissait d'une vengeance privée en lien avec un comportement odieux que Malan, Audret et Zucca avaient eu dix ans auparavant. Le message « Par le fer par le feu par le net » était en lien avec cet événement.
  - Relations entre Logicielle et Max : Max adopte un comportement froid et d'évitement à l'égard de Logicielle sans qu'elle en comprenne les raisons. Au dernier tiers du roman, on apprend qu'il s'agit de courriels envoyés à Max par Alban, le demi-frère de Logicielle qu'elle n'a jamais rencontré et dont elle n'avait appris l'existence que cinq ans auparavant. L'équivoque étant levée, les deux policiers se réconcilient et envisagent leur mariage ; ils évoquent les noms de leurs témoins respectifs.

### Hacker à bord
- Date de publication : 28 septembre 2011
- Lien externe :
- Résumé : Quand le richissime dirigeant d'une importante société informatique (M.21) demande à Logicielle d'assurer sa protection lors d'une croisière en Méditerranée, celle-ci hésite. Sur le point de se marier avec Max, elle aspire à une lune de miel de rêve. Un simple message anonyme (« Accepte ») la décide. Mais un redoutable hacker s'invite à bord et un meurtre est perpétré. L'amour de Max et Logicielle menace de faire naufrage…

### @pocalypse
- Date de publication : 2013
- Lien externe :
- Résumé : De retour au commissariat de police après son voyage de noces, Logicielle découvre le cadavre du commissaire Delumeau. Au même moment, un « bug informatique » mondial a lieu : les distributeurs automatiques tombent en panne, les réseaux téléphoniques ne répondent plus et il n’y a plus de courant électrique. Puis un hologramme, véritable sosie de Logicielle, fait son apparition à la télévision et Max est kidnappé. Tout ce bouleversement est dû à l'action d'un groupe de hackers qui veulent prendre le contrôle de la planète.

### Fatal Gaming
- Date de publication : 2017
- Lien externe :
- Résumé : Enquêtant sur une série de disparitions inexplicables, Logicielle découvre que toutes les victimes étaient jeunes, surdouées et accro au jeu en réseau Fatal Game. Pour défier les maîtres du jeu sur Internet, elle appelle à l’aide son frère Tony, qui est un hacker de génie. Son enquête l’entraîne vers une île lointaine d’apparence paradisiaque…

### La nuit des oubliés
- Date de publication : 2022